# A. E. Bizottság
A. E. Bizottság là một ban nhạc underground Hungary được thành lập bởi một nhóm các nghệ sĩ thị giác và đa phương tiện và nhạc sĩ nghiệp dư vào đầu thập niên 1980. Sau khi thành lập vào năm 1980, họ đã phát hành một album phòng thu và một album nhạc phim trước khi tan rã vào năm 1985.

## Danh sách đĩa nhạc
- 1983 Kalandra fel
- 1984 Jégkrémbalett, soundtrack của bộ phim Jégkrémbalett
- 1986 Amor Guru (tuyển tập phát hành bởi Eksakt Records, Hà Lan)
- 1993 Edd meg a fényt